# Rannsjön, Värmland
Rannsjön är en sjö i Munkfors kommun och Sunne kommun i Värmland och ingår i Göta älvs huvudavrinningsområde. Sjön är 36 meter djup, har en yta på 6,52 kvadratkilometer och befinner sig 182,1 meter över havet. Sjön avvattnas av vattendraget Ranån (Mansån). Vid provfiske har abborre, gers, gädda och siklöja fångats i sjön.

## Delavrinningsområde
Rannsjön ingår i det delavrinningsområde (663586-136324) som SMHI kallar för Utloppet av Rannsjön. Medelhöjden är 237 meter över havet och ytan är 46,96 kvadratkilometer. Det finns ett avrinningsområde uppströms, och räknas det in blir den ackumulerade arean 68,56 kvadratkilometer. Ranån (Mansån) som avvattnar avrinningsområdet har biflödesordning 2, vilket innebär att vattnet flödar genom totalt 2 vattendrag innan det når havet efter 310 kilometer. Avrinningsområdet består mestadels av skog (74 procent). Avrinningsområdet har 7,01 kvadratkilometer vattenytor vilket ger det en sjöprocent på 14,9 procent.